# Klaus Michler
Klaus Michler (Stuttgart, 15 mei 1970) is een hockeyer uit Duitsland.
Michler won met de Duitse ploeg de gouden medaille tijdens de Olympische Spelen 1992 in het Spaanse Barcelona. Vier jaar later verloor Michler met de Duitse ploeg de bronzen finale en eindigde als vierde.

## Erelijst
- 1991 –  Champions Trophy in Berlijn
- 1992 –  Champions Trophy in Karachi
- 1992 –  Olympische Spelen in Barcelona
- 1994 –  Champions Trophy in Lahore
- 1994 – 4e WK hockey in Sydney
- 1995 –  Europees kampioenschap in Dublin
- 1995 –  Champions Trophy in Berlijn
- 1996 – 4e Olympische Spelen in Atlanta
- 1996 –  Champions Trophy in Madras

Andreas Becker · 
Christian Blunck · 
Carsten Fischer · 
Volker Fried  · 
Michael Hilgers · 
Andreas Keller · 
Michael Knauth · 
Oliver Kurtz · 
Christian Mayerhöfer · 
Sven Meinhardt · 
Michael Metz · 
Klaus Michler · 
Christopher Reitz · 
Stefan Saliger · 
Jan-Peter Tewes · 
Stefan Tewes · 
Coach: Paul Lissek
Christoph Bechmann · 
Andreas Becker · 
Patrick Bellenbaum · 
Christian Blunck · 
Oliver Domke · 
Björn Emmerling · 
Carsten Fischer · 
Volker Fried · 
Michael Green · 
Michael Knauth · 
Christian Mayerhöfer · 
Sven Meinhardt · 
Klaus Michler · 
Christopher Reitz · 
Stefan Saliger · 
Jan-Peter Tewes · 
Coach: Paul Lissek
- Gemeinsame Normdatei: 129710865
- International Standard Name Identifier: 0000 0000 1704 7922
- Virtual International Authority File: 60169650
- WorldCat: E39PBJbGX96FktGdYMCDtGhj4q